# Mule Variations
Mule Variations je studiové album Toma Waitse, vydané v roce 1999 pod značkou ANTI-. Album Waitsovi získalo cenu Grammy a časopis Rolling Stone jej zařadil na 416. pozici v žebříčku 500 nejlepších alb všech dob.

## Seznam skladeb
| Pořadí         | Název                        | Autor          | Délka |
| -------------- | ---------------------------- | -------------- | ----- |
| 1.             | Big in Japan                 | Waits, Brennan | 4:05  |
| 2.             | Lowside of the Road          | Waits, Brennan | 2:59  |
| 3.             | Hold On                      | Waits, Brennan | 5:33  |
| 4.             | Get Behind the Mule          | Waits, Brennan | 6:52  |
| 5.             | House Where Nobody Lives     | Waits          | 4:14  |
| 6.             | Cold Water                   | Waits, Brennan | 5:23  |
| 7.             | Pony                         | Waits          | 4:32  |
| 8.             | What's He Building in There? | Waits          | 3:20  |
| 9.             | Black Market Baby            | Waits, Brennan | 5:02  |
| 10.            | Eyeball Kid                  | Waits, Brennan | 4:25  |
| 11.            | Picture in a Frame           | Waits, Brennan | 3:39  |
| 12.            | Chocolate Jesus              | Waits, Brennan | 3:55  |
| 13.            | Georgia Lee                  | Waits, Brennan | 4:24  |
| 14.            | Filipino Box Spring Hog      | Waits          | 3:09  |
| 15.            | Take It with Me              | Waits, Brennan | 4:24  |
| 16.            | Come On Up to the House      | Waits, Brennan | 4:36  |
| Celková délka: | Celková délka:               | Celková délka: | 70:33 |

## Sestava
- Tom Waits – zpěv (1–7, 9–16), The Voice (8), kytara (1, 2, 3, 6, 7, 9, 12), klavír (5, 11, 13, 15, 16), varhany (3), Pump Organ (7), perkuse (9, 10), chamberlin (9), optigan (2)
- Andrew Borger – bicí (9, 14, 16), perkuse (14)
- Kathleen Brennan – Boner (14)
- Ralph Carney – trubka (1), saxofon (1, 16), altsaxofon (11), basklarinet (10), Reed (8, 9)
- Les Claypool – baskytara (1)
- Greg Cohen – baskytara (11, 12, 15), perkuse (10)
- Linda Deluca-Ghidossi – housle (13)
- Dalton Dillingham III – baskytara (13)
- Joe Gore – kytara (3, 16)
- Chris Grady – trubka (2, 14)
- John Hammond – harmonika (7)
- Stephen Hodges – perkuse (3, 4)
- Smokey Hormel – kytara (4), dobro (7) , cümbüş & dousengoni (2)
- Jacquire King – programing (2, 14)
- Larry LaLonde – kytara (1)
- Brain Mantia – bicí (1)
- Christopher Marvin – bicí (6)
- Charlie Musselwhite – harmonika (4, 12, 14, 16)
- Nik Phelps – barytonsaxofon (11, 16)
- DJ M. Mark „The III Media“ Reitman – gramofon (8, 9, 10, 14)
- Larry Rhodes – kontrafagot (10)
- Marc Ribot – kytara (3, 9, 10, 14), sólová kytara (5), kytarové sólo (6, 9)
- Jeff Sloan – perkuse (8), Boner (14)
- Larry Taylor – baskytara (3, 4, 5, 6, 14, 16), kytara (14), rytmická kytara (5)
- Wings Over Jordan Gospel, Bali Eternal – samplování gramofonů (10)